# 岩本薫
岩本 薫（いわもと かおる、1902年〈明治35年〉2月5日 - 1999年〈平成11年〉11月29日）は、大正・昭和の囲碁棋士。第3、4期本因坊で本因坊 薫和と号する。島根県益田市出身、広瀬平治郎八段門下。
中盤の戦いに強く、序盤はあちこちに散在する石が徐々に関連して相手に圧力をかけてくるところから「豆まき碁」と呼ばれた。
1945年の第3期本因坊戦での橋本昭宇本因坊との挑戦手合において、広島市郊外の五日市（現佐伯区五日市町）で行われた6番勝負の第2局は原爆下の対局として有名。1948年から日本棋院理事長、1954年から中央会館館長を歴任。囲碁の海外普及に尽力し、また私財を投じた岩本基金により、サンパウロ、アムステルダム、ニューヨーク、シアトルの囲碁会館設立に多大な貢献をした。日本における七大タイトル獲得経験者では最年長にあたる。

## 経歴

### 棋歴
島根県美濃郡高津村（現益田市）に生まれる。3歳で韓国の釜山へ移住。10歳で父から囲碁を習う。1913年（大正2年）11歳の時に釜山に立ち寄った高部道平と6子で打って東京での修行を勧められ、上京して方円社の広瀬平治郎（当時六段）に入門。各務鎌吉の後援を受けて研鑽、1917年に入段。1920年三段昇段、記念に各務の主催で小岸壮二と十番碁を打つ。1924年の碁界大合同で日本棋院に加わり、1926年に六段、棋正社との院社対抗戦で雁金準一に勝ち、小野田千代太郎に敗退。1926年に碁界を引退してブラジルに移住したが、2年後に帰国して復帰する。1940年七段。
1945年に第3期本因坊戦挑戦者となり、橋本昭宇本因坊との六番勝負で3勝3敗となり、翌年再決戦三番勝負に2連勝して本因坊に就位、薫和と号する。1947年の第4期は、初のコミ4目半を導入した五番勝負で、挑戦者の木谷実八段に3勝2敗で防衛。翌年本因坊2期の実績により、当時の最高段位八段に推挙された。1950年の第5期は橋本宇太郎に敗れる。1952年、全本因坊全八段戦で優勝。1955年、ラジオ放送時代のNHK杯で優勝。1973年に72歳で名人戦リーグ入り。
1949年には呉清源と十番碁を行い、第6局までで呉の5勝1敗で先相先に打込まれ、最終的に呉の7勝2敗1ジゴだった。
1951年の呉九段対日本棋院七・八段戦では、コミ無し白番を勝って殊勲局と言われる。1948年には桑原要次郎がスポンサーとなって、呉との非公開一番勝負がある。大手合1935年秋期甲組優勝。

### 国際囲碁普及
1945年の東京大空襲による日本棋院焼失時には、自宅を仮事務所にするなどして、瀬越憲作らと日本棋院復興に尽力した。1948年に日本棋院理事長、1954年に東京駅八重洲口にオープンした中央会館の初代館長。1958年に訪米、続いて1961年からアメリカに1年半滞在してから海外普及に情熱を注ぎ、アメリカ・ヨーロッパ各国・南米等を訪問して囲碁の指導と普及を行った。
1961年に日本棋院理事でもあった永野護が、瀬越憲作、岩本らが、中央会館と別に「国際囲碁連盟」の設立を進めたが、伊予本桃市が、これへの日本棋院の協力に反対する。永野の協会には大倉喜七郎が援助する予定だったが、1963年の大倉の死去により自然消滅となった。
1975年にロンドンに囲碁会館を建設したが、3年ほどで経営不振で閉館。1986年に、所有していた囲碁サロン「薫和サロン」ビルを日本棋院に寄付し、それを売却した5億3千万円を資金として岩本囲碁振興基金を設立。1989年にはサンパウロに南米囲碁会館を建設、1992年にアムステルダムにヨーロッパ囲碁文化センター、1995年にシアトルとニューヨークに囲碁会館を建設するなど、世界各地での普及に尽くした。ヨーロッパ囲碁文化センターの日本間は「薫和」と名付けられている。
1967年に九段。1967年紫綬褒章、1972年大倉賞、1972年勲三等瑞宝章受章、1976年サンフランシスコ文化勲章受章。1987年度名誉東京都民、1989年棋道賞「国際賞」。日本棋院顧問を務める。
1973年に71歳で名人リーグ入り。1983年に現役を引退。『棋道』誌1992年6月号から1993年3月号まで「岩本放談」を連載。1999年に死去。島根県益田市では2002年に生誕100年を記念して名誉市民の称号を贈り、市立歴史民俗資料館では郷土の偉人として資料を展示している。2011年、第8回囲碁殿堂入り。
門下に、曲励起九段、福井正明九段、福井進九段、中岡二郎七段、ジェームズ・カーウィン初段ら。木谷門下の小林覚九段も指導した。

## 著作
- 『棋聖秀策の布石（上下）』 東京創元社 1955年
- 『算砂・道碩 (日本囲碁大系第1巻) 』 筑摩書房 1975年
- 『囲碁を世界に（本因坊薫和回顧録）』 講談社 1979年
- 『岩本薫』（現代囲碁大系5）講談社　1981年
- (監修)『道策全集』日本棋院 1991年
- 『本因坊薫和選集』岩本薫先生棋譜編纂会　1995年
- (監修)『完本 本因坊秀策全集』福井正明編集 誠文堂新光社 1996年